# Slaveriet i Somalia

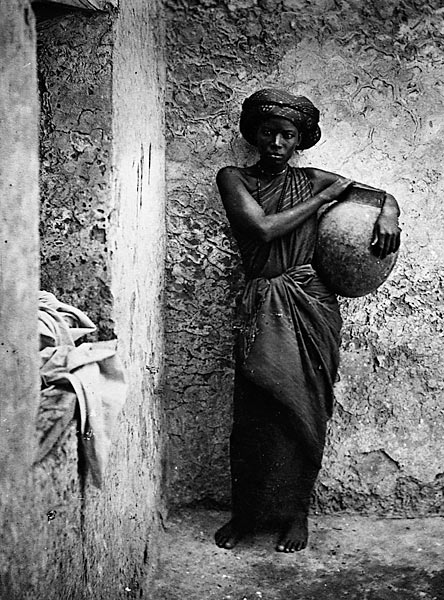
En förslavad bantukvinna i Mogadishu 1882.

Slaveriet i Somalia var en del av slaveriet i Afrika. Bantu från området kring Afrikas stora sjöar förslavades av arabiska slavjägare från Zanzibar och såldes till köpare i Somalia och andra områden i nordöstra Afrika och Asien. Människor som togs tillfånga av somalier under krig och slavräder förslavades även. Det var huvudsakligen oromo och niloter. De somaliska slavägarnas syn på de förslavade niloterna kiljde sig markant från hur de såg på sina förslavade oromo. De bägge grupperna fick därför mycket olika behandling och arbetsuppgifter inom slaverisystemet.  Somalierna såg ned på både bantu och niloterna  som krullhåriga och mörka och fick därför de tyngsta och mest kränkande arbetsuppgifterna, medan oromo gynnades som husslavar och sexslavar.

## Förslavade bantu och niloter
Förslavade vuxna och barn, såväl bantu som niloter, köptes på slavmarknader uteslutande för att av sina somaliska slavägare tvingas arbeta på de stora plantagen i Shebele- och Juba-områdena i södra Somalia, där de sysselsattes med att odla lukrativa avsalugrödor som bomull och majs.)  De betraktades som mindervärdiga och somalier var förbjudna att ha sexuellt umgänge med dem. Det enda sättet för dem att undkomma slaveriet var genom flykt. En del somaliska slavägare tillämpade kvinnlig könsstympning på unga förslavade bantubarn. Från 1800 till 1890 beräknas 25 000 till 50 000 förslavade bantus ha sålts från Zanzibar till Somalia.

## Förslavade oromo
De förslavade oromo behandles på ett helt annat sätt än de förslavade bantu och niloter vilka somalierna såg ned på som mörka, krullhåriga (jareer) och därmed rasligt underlägsna.  Förslavade oromos bestod mestadels av små barn och kvinnor, medan männen dödades. Pojkar och flickor adopterades. Beundrade för sin skönhet och betraktade som legitima sexualobjet blev många oromos hustrur eller sexslavar åt sina somaliska herrar. Andra blev husslavar. I vissa fall blev hela oromoklander assimilierade som klienter i det somaliska klansystemet.
Oromos tvingade aldrig att arbeta på plantagerna och de arbetade oftast sida vid sida med sina ägare. Om en oromokvinna fick barn med sin somaliske ägare blev både hon och barnet fria och oromokvinnan fick samma ställning som den somaliske mannens andra hustrur (umm walad). Dråp på förslavade oromos sonades med samma blodsbot som vid dråp på en fri somalier. Förslavade oromos kunde -  till skillnad från bantu och niloter - friges av sina somaliska slavägare och bibehöll efter frigörelsen kontakterna med sina forna herrar.

## Slaveriets avskaffande
Italienarna, som fick kontroll över Somalia 1893, erkände inte slaveriet som lagligt, men italienarna återlämnade ofta flyende slavar till deras ägare om ägarna tillhörde klaner allierade med italienarna. Efter påtryckningar från humanister förbjöd italienarna officiellt slavhandeln i Somalia 1903-1904 och förklarade att alla slavar födda efter 1890 var fria.
Sedan italienska staten tog direkt kontroll över Somalia 1906 befriade de slavar i urbana områden genom att betala kompensation till deras ägare, men hade inga planer att befria slavar på landsbygden för att undvika instabilitet, och försökte utan framgång förhindra utvecklingen när slavarna på landsbygden till följd av rykten om avskaffandet av slaveriet lämnade sina ägare och bildade sina egna byar eller bosatte sig som klienter hos klaner.
Den italienska kolonialmakten försökte avskaffa slaveriet men en del Bantu förblev förslavade ända till 1930-talet och är fortfarande föraktade och diskriminerade av det somaliska storsamhället. Under det pågående inbördeskriget i Somalia har beväpnade somaliska klangrupperingar fördrivit de förslavades bantus ättlingar från deras marker. Somaliska bantus har evakuerats och kommit som flyktingar till både USA och sina före detta hemländer i Afrika, Tanzania och Mozambique.